# Christian Cooper
Christian Cooper es un escritor y editor de cómics estadounidense. Está radicado en la ciudad de Nueva York. 

## Carrera
Cooper ha escrito historias para Marvel Comics Presents, que a menudo presentan personajes como Ghost Rider y Vengeance. También ha editado varias colecciones de X-Men, y los dos últimos números de Marvel Swimsuit Special. Cooper es actualmente editor sénior de biomedicina en Health Science Communications.

### Cómics LGBTQ
Cooper fue el primer escritor y editor abiertamente gay de Marvel. Introdujo el primer personaje masculino gay en Star Trek, Yoshi Mishima, en la serie Starfleet Academy, que fue nominada para un Premio GLAAD Media Award en 1999. También presentó el primer personaje abiertamente lésbico para Marvel, Victoria Montesi y creó y escribió Queer Nation: The Online Gay Comic. Cooper también fue editor asociado de Alpha Flight# 106 en el que el personaje Northstar salió como gay.

## Vida personal
En la década de 1980, fue presidente del Club de Ornitología de Harvard, y actualmente forma parte de la Junta de Directores de NYC Audubon Cooper tiene una larga historia de activismo LGBT que incluye ser el copresidente de la junta de directores de GLAAD en el 1980s.
El 25 de mayo de 2020, Cooper jugó un papel clave en el incidente de observación de aves de Central Park, y condujo a la creación de Black Birders Week.